# The Meaning of Life (singel)
The Meaning of Life är en singel av det amerikanska punkrockbandet The Offspring. Låten handlar om sökandet efter meningen med livet, där bandet menar att det finns många personer som helt enkelt följer i andras fotspår och inte vågar prova nya saker. Med denna låt ville The Offspring uppmuntra andra att våga ta risker och göra sådant som ingen annan har gjort innan. "The Meaning of Life" förekommer även i filmen Tekken: The Motion Picture från 1997.
I musikvideon, som släpptes den 12 augusti 1997, får man bland annat se fyra personer som åker i, vad Dexter Holland själv kallar för, elektroniska rullstolar så fort som det bara går. Det är meningen att de fyra personerna ska föreställa de fyra medlemmarna i bandet, men i själva verket var det stuntmän som spelade rollerna i musikvideon. Detta är för övrigt den första musikvideon som ingen ur bandet annan än Holland gör ett framträdanden i. Rullstolarna lagrades senare i Nitro Records lokaler.

## Låtlista
Alla låtar är skrivna och komponerade av The Offspring, om inte annat anges. 
| Nr | Titel                                             | Längd |
| -- | ------------------------------------------------- | ----- |
| 1. | The Meaning of Life                               | 2:55  |
| 2. | I Got a Right (skriven av Iggy Pop)               | 2:19  |
| 3. | Smash It Up (live-version; skriven av The Damned) | 3:01  |